# Metallochlora pudica
Metallochlora pudica là một loài bướm đêm trong họ Geometridae.